# عماد خمیس
عماد محمد دیب خمیس (به عربی: عماد محمد ديب خميس) (زادهٔ ۱ اوت ۱۹۶۱)، سیاستمدار سوری و از ۲۰۱۶ تا ۲۰۲۰ نخست‌وزیر سوریه بود. او از ۲۰۱۱ تا ۲۰۱۶ میلادی وزیر برق این کشور بود.
عماد خمیس در ۱ اوت ۱۹۶۱ در استان ریف، سقبا، در نزدیکی دمشق به دنیا آمد. در ۱۹۸۱ در رشته مهندسی برق از دانشگاه دمشق فارغ‌التحصیل شد.
در سال ۱۹۸۱ مدیریت تعدادی از اداره‌ها در سازمان توزیع و سرمایه‌گذاری برق سوریه به خمیس واگذار شد. او از سال ۱۹۸۷ تا ۲۰۰۵ سمت مدیر کلی شرکت برق استان ریف دمشق را بر عهده داشت.